# Heuberghof
Der Heuberghof ist ein Wohnplatz auf der Gemarkung von Geislingen im Zollernalbkreis in Baden-Württemberg.

## Geographie
Der Heuberghof liegt von Geislingen in westlicher Richtung 4,3 km entfernt. 3,1 km südwestlich von Erlaheim, 3,0 km südöstlich von Binsdorf entfernt.

## Verkehr
Der Wohnplatz ist über die L 415 erreichbar.